# Істоміно (Бурятія)
Істоміно (рос. Истомино) — село Кабанського району, Бурятії Росії. Входить до складу Сільського поселення Ранжуровське.
Населення — 277 осіб (2015 рік).